# جرنیه العاصی
جرنیه العاصی (به عربی: جرنیة العاصی) یک روستا در سوریه است که در حماه واقع شده‌است. جرنیه العاصی ۲٬۴۳۴ نفر جمعیت دارد.